# Ulf Vikgren
Ulf Vikgren, född 27 september 1958, är en svensk före detta professionell ishockeyspelare.
Åren 1980-1985 spelade Ulf 136 grundseriematcher för både Skellefteå AIK och IF Björklöven i Elitserien, med 15 mål och 30 assist totalt.